# Roscoe H. Hillenkoetter
Roscoe Henry Hillenkoetter (8 de mayo de 1897– 18 de junio de 1982) fue el tercer director del Grupo de Inteligencia Central (CIG) después de la Segunda Guerra Mundial, el tercer Director de Inteligencia Central (DCI), y el primer director de la Agencia Central de Inteligencia creada por el Acta de Seguridad Nacional de 1947. Sirvió como DCI y director del CIG y de la CIA del 1 de mayo de 1947 al 7 de octubre de 1950 y después de su jubilación de la Armada de los Estados Unidos fue un miembro del grupo de gobernadores del Comité de Investigaciones Nacionales en Fenómenos Aéreos (NICAP) de 1957 a 1962.

## Educación y carrera militar
Nació en San Luis, Misuri, se graduó de la Academia Naval de los EE. UU. en Annapolis, Maryland en 1919.
Tuvo recorridos en la inteligencia naval, muchos como el asistente naval attaché a Francia. Como oficial ejecutivo del USS West Virginia (BB-48),  sobrevivió el ataque en Pearl Harbor, y después fue agente en cargo de inteligencia en la flota personal del Pacífico, Chester W. Nimitz.
El Capitán Hillenkoetter comandó el USS Missouri en 1946.

## Primer Director de la CIA
El presidente Truman persuadió a un reacio Hillenkoetter, entonces un contralmirante, para convertirse en el director Central de Inteligencia (DCI), y ocupar el Grupo de Inteligencia Central (septiembre de 1947). Bajo el Acto de Seguridad Nacional de 1947  fue elegido y confirmado por el Senado de los Estados Unidos como DCI, ahora a cargo de la Agencia Central de Inteligencia (diciembre de 1947). Al principio, el Ministerio de asuntos exteriores de EE. UU. dirigió operaciones encubiertas de la nueva CIA, y George F. Kennan Escogió a Frank Wisner para ser su director. Hillenkoetter expresó dudas de que la misma agencia podría ser eficaz en encubrir acciones e inteligencia.
Como DCI, Hillenkoetter era periódicamente llamado para atestiguar antes del Congreso. Un ejemplo concierne en su primer fracaso de la inteligencia soviética en la CIA, el fracaso de pronosticar la prueba de la bomba atómica soviética (29 de agosto de 1949). En las semanas siguientes de la prueba, pero con anterioridad a la detección de la CIA, Hillenkoetter liberó el 9/20/49 Estimación de Inteligencia Nacional (NIE) declarando, “la fecha posible más temprana de que la URSS podría producir una bomba atómica es a mediados de 1950 y la mayoría de la fecha probable es a mediados de 1953.” Hillenkoetter fue llamado antes del Comité de Junta en Energía Atómica (JCAE) para explicar cómo la CIA no sólo fracasó para pronosticar la prueba, sino que también como no lo detectaron tras ya hacerse la explosión. Miembros del JCAE rumoreaba que la CIA podría ser tomada por sorpresa. Hillenkoetter respondió de manera imprecisa que la CIA sabía que tomaría aproximadamente cinco años para construir la bomba, pero la CIA calculó mal cuándo la empezaron:
"Supimos que estaban trabajando en eso y empezamos aquí, y esta organización [CIA] fue creado después de la guerra y nosotros empezamos a la mitad de esta y no supimos cuándo habían comenzado y que tenía que ser recogido de lo que podríamos llevarnos bien. Eso es lo que digo: esta cosa de conseguir un hecho que, sin dudas,  que tiene que ser explotado de esta bomba nos ha ayudado en volver y mirando por encima de lo que teníamos antes, y nos ayudará en lo que nos deparada el futuro. Pero nos cogieron desde arriba, y no supimos cuándo empezaron, señor."
El JCAE no estuvo satisfecho con la respuesta de Hillenkoetter y la reputación de él y de la CIA se deterioró ante los altos mandos de Washington, incluso aunque la prensa no escribió sobre el primer fracaso de inteligencia soviético de la CIA.
El gobierno federal de los EE. UU. no recibió ningún informe de inteligencia sobre la invasión de Corea del Norte (25 de junio de 1950) a Corea del Sur. DCI Hillenkoetter convocó una reunión ad hoc para preparar estimaciones de probable comportamiento comunista en la península coreana;  trabajó lo suficientemente bien para que su sucesor lo institucionalizara.
Dos días antes de la invasión de Corea del Norte de Corea del Sur, Hillenkoetter fue antes al Congreso (el Comité de Asuntos Exteriores de la Casablanca) y atestiguó que la CIA tuvo buenas fuentes en Corea, implicando que la CIA sería capaz de proporcionar advertencias antes de cualquier invasión. Tras la invasión, la prensa sospechó de que la administración fue sorprendida por él, y se preguntaban si Hillenkoetter sería destituido.  El DCI no fue influyente con el presidente Harry S. Truman, pero Hillenkoetter insistió al presidente que como Director de Inteligencia Central, sería políticamente ventajoso de testificar ante el congreso para remediar la situación. Tras el testimonio, algunos Senadores dijeron en el Washington Post que Hillenkoetter les confundió cuándo explicaba que la CIA no predijo cuándo invadiría Corea del Norte, porque no era trabajo de la CIA analizar la inteligencia, para dárselo a los responsables políticos de alto rango. A pesar de que la mayoría de los senadores creyeron en Hillenkoetter, explicó hábilmente el desempeño de la CIA, muchos en la CIA estuvieron avergonzados por los informes de prensa y a mediados de agosto los rumores de la renuncia de Hillenkoetter fueron confirmadas cuándo el presidente Truman anunció que el general Walter Bedell ''Beetle'' Smith le reemplazaría del DCI.
Truman instaló un nuevo DCI en octubre. El congresista de Nebraska Howard Buffett  reclamó que el testimonio clasificado de Hillenkoetter ante del Senado Comité de Servicios Armados "establecía la responsabilidad norteamericana para el estallido coreano," y trató de tenerlo desclasificado hasta su muerte en 1964.

## Reanudación del deber militar activo
El almirante Hillenkoetter regresó a la flota, comandando Crucero División 1 del crucero de fuerza destructiva, flota del Pacífico de octubre de 1950– agosto de 1951 durante la Guerra de Corea. Entonces dirigió el Tercer Distrito Naval con sedes en Nueva York de julio de 1952 a agosto de 1956 y fue promovido al rango de vicealmirante el 9 de abril de 1956.
Su última asignación, fue de inspector general de la armada del 1 de agosto de 1956 hasta su jubilación el 1 de mayo de 1957.

## Miembro de la tripulación del NICAP
El Comité nacional de Investigaciones en Fenómenos Aéreos fue creado en 1956, con la carta corporativa de la organización siendo aprobada el 24 de octubre. Hillenkoetter fue un miembro de la junta de dirigentes del NICAP de 1957 hasta 1962.  Donald E. Keyhoe, director del NICAP y estudiante de la Academia Naval Hillenkoetter, escribió que Hillenkoetter quiso revelar en público la evidencia de ovnis. Su declaración fue quizás más conocido cuando en 1960 en una carta al Congreso, cuando informó en The New York Times: "Detrás de las escenas, los oficiales de mayor rango de la Fuerza Aérea, son sobriamente preocupados sobre los OVNIS. Pero a través de la clandestinidad oficial y el ridículo, muchos ciudadanos se les hace creer la existencia de objetos desconocidos que en realidad son tonterías."

## Muerte
Hillenkoetter vivió en Weehawken, New Jersey tras su jubilación de la armada, hasta su muerte el 18 de junio de 1982, en el Hospital Monte Sinaí en Nueva York.

## Retrato
El actor Leon Russom le interpretó en un episodio de Cielo negro, una serie de televisión conspirativa de 1996.

## Premios
- Submarino Warfare insignia
- Medalla de Servicio distinguido
- Legión al Mérito
- Estrella del bronce
- Medalla de victoria
- Segunda Medalla de Campaña nicaragüense
- Medalla de Servicio de Defensa americana con "FLOTA" clasp
- Asiático-Pacific Medalla de Campaña con dos estrellas de batalla
- Medalla de Victoria Segunda Guerra Mundial
- Medalla se servicio de ocupación de la Armada
- Medalla de Servicio de Defensa nacional
- Medalla de Servicio coreano con dos estrellas de campaña
- Medalla de Corea de las Naciones Unidas
- Agente de la Legión de Honor (Francia)

## Fechas de rango
| Insignia           | Teniente grado junior | Teniente           | Capitán de corbeta  |
| O-1                | O-2                   | O-3                | O-4                 |
| ------------------ | --------------------- | ------------------ | ------------------- |
|                    |                       |                    |                     |
| 7 de junio de 1919 | 7 de junio de 1922    | 7 de junio de 1925 | 30 de junio de 1934 |

| Comandante         | Capitán             | Contralmirante          | Vicealmirante      |
| O-5                | O-6                 | O-7, O-8                | O-9                |
| ------------------ | ------------------- | ----------------------- | ------------------ |
|                    |                     |                         |                    |
| 1 de julio de 1939 | 18 de junio de 1942 | 29 de noviembre de 1946 | 9 de abril de 1956 |